# 1039
| [ Edytuj tabelę ]          |                                         |
| Książę Polski              | - 1034 Kazimierz I Odnowiciel 1058      |
| Król Angkoru               | - 1010 Surjawarman I 1048               |
| Król Anglii                | - 1035 Harold I Zajęcza Stopa 1040      |
| Król Aragonii i Nawarry    | - 1035 Ramiro I 1063                    |
| Hrabia Barcelony           | - 1035 Rajmund Berengar I 1076          |
| Książę Bawarii             | - 1026 Henryk VI 1041                   |
| Książę Burgundii           | - 1032 Robert I 1076                    |
| Cesarz Bizancjum           | - 1034 Michał IV Paflagończyk 1041      |
| Cesarz Chin                | - 1022 Song Renzong 1063                |
| Książę Czech               | - 1035 Brzetysław I 1055                |
| Król Danii                 | - 1035 Hardekanut 1042                  |
| Władca Egiptu              | - 1036 Al-Mustansir 1094                |
| Król Francji               | - 1031 Henryk I 1060                    |
| Król Gruzji                | - 1027 Bagrat IV 1072                   |
| Hrabia Holandii            | - 993 Dirk III 1039 - 1039 Dirk IV 1049 |
| Cesarz Japonii             | - 1036 Go-Suzaku 1045                   |
| Kalif                      | - 1031 Al-Ka’im 1075                    |
| Król Kastylii              | - 1035 Ferdynand I Wielki 1065          |
| Wielki książę Kijowa       | - 1019 Jarosław Mądry 1054              |
| Patriarcha Konstantynopola | - 1025 Aleksy I Studyta 1043            |
| Władca Korei               | - 1034 Chŏngjong 1046                   |
| Król Leónu                 | - 1037 Ferdynand I Wielki 1065          |
| Król Norwegii              | - 1035 Magnus I Dobry 1047              |
| Książę Obodrzyców          | - 1029 Racibor 1043                     |
| Hrabia Palatynatu          | - 1034 Otto I ze Szwabii 1045           |
| Papież                     | - 1032 Benedykt IX 1045                 |
| Hrabia Portugalii          | - 1028 Mendo III 1050                   |
| Cesarz rzymski (niemiecki) | - 1027 Konrad II 1039                   |
| Książę Saksonii            | - 1011 Bernard II 1059                  |
| Król Szkocji               | - 1034 Duncan I 1040                    |
| Król Szwecji               | - 1022 Anund Jakub 1050                 |
| Doża Wenecji               | - 1032 Domenico Flabanico 1043          |
| Król Węgier                | - 1038 Piotr Orseolo 1041               |

Rok 1039 / MXXXIX
stulecia: X wiek ~
XI wiek ~
XII wiek

lata: 1029 «
1034 «
1035 «
1036 «
1037 «
1038 «
1039
» 1040
» 1041
» 1042
» 1043
» 1044
» 1049

## Wydarzenia w Polsce
- Kazimierz I Odnowiciel wkroczył do Polski wspierany przez oddział 500 rycerzy niemieckich, przydanych mu przez cesarza Henryka III. Od wschodu wsparł go władca Kijowa, Jarosław Mądry. Bez większego wysiłku Kazimierz Odnowiciel zajął Wielkopolskę i dawną ziemię Wiślan wraz z Krakowem, który przejął po zrujnowanym przez Czechów Gnieźnie funkcję stolicy Polski. Kazimierz Odnowiciel w pełni odzyskał władzę w Polsce.

## Wydarzenia na świecie
- 4 czerwca – Henryk III Salicki został królem Niemiec.

- Król Szkocji Duncan I najechał na Nortumbrię.

## Zmarli
- 10 marca - Odon Akwitański, książę Akwitanii i Gaskonii (ur. 1010)
- 27 maja - Dirk III, hrabia Holandii (ur. ?)
- 4 czerwca – Konrad II, król-Niemiec, cesarz rzymski (ur. ok. 990)
- 20 lipca - Konrad II Karyncki, książę Karyntii i hrabia Werony (ur. 1003)